# Alloclubionoides pseudonariceus
Alloclubionoides pseudonariceus är en spindelart som först beskrevs av Zhang, Zhu och Song 2007.  Alloclubionoides pseudonariceus ingår i släktet Alloclubionoides och familjen mörkerspindlar. Inga underarter finns listade i Catalogue of Life.